# Arna (bướm đêm)
Arna là một chi bướm đêm thuộc họ Erebidae.

## Hình ảnh

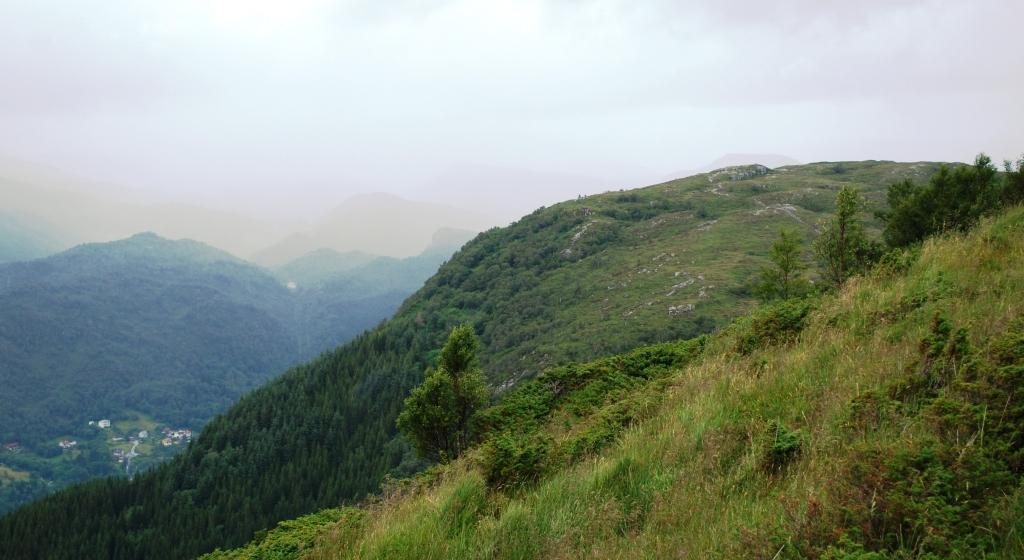
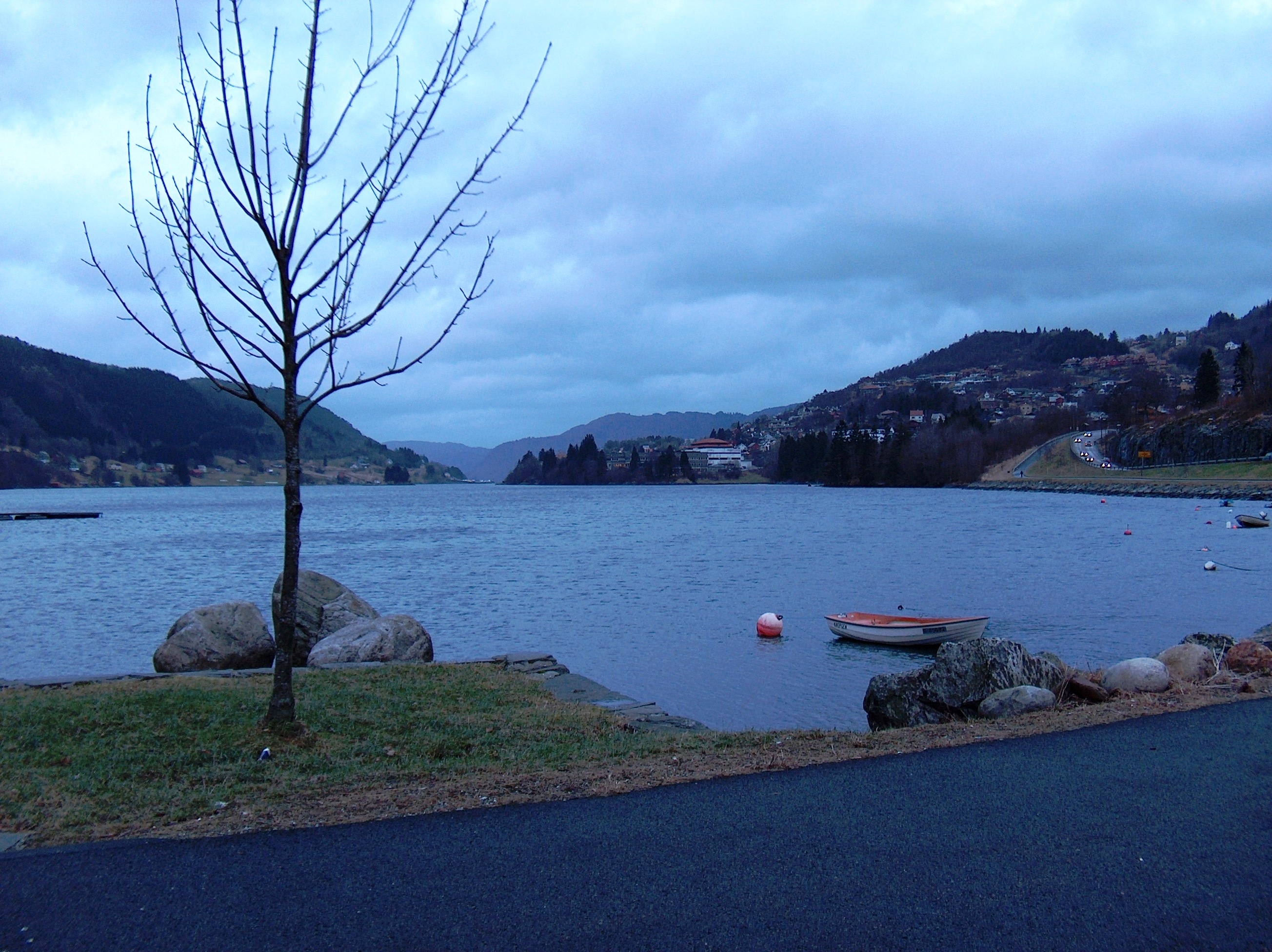
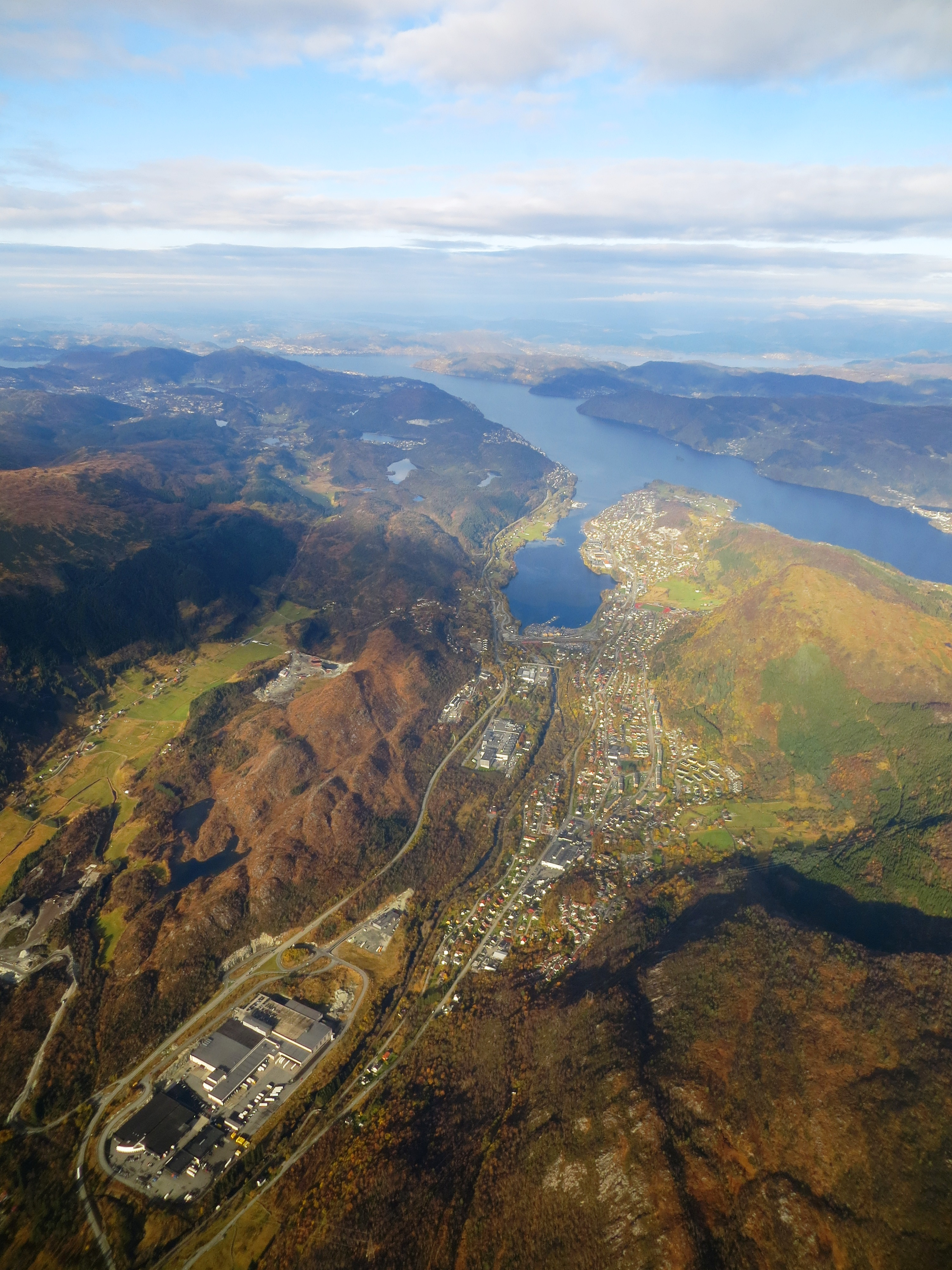
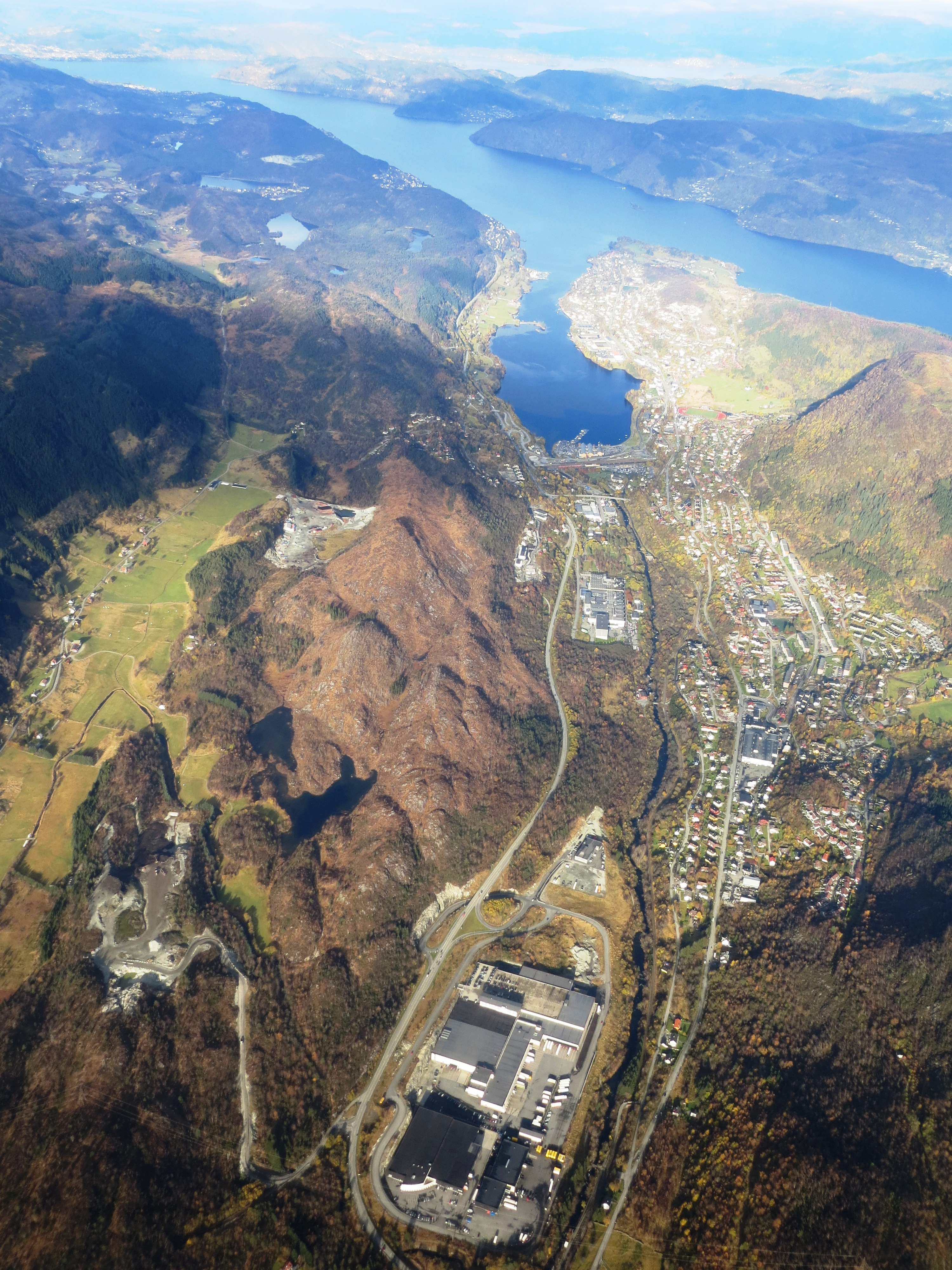